# カッセル行政管区
カッセル行政管区（またはカッセル県、Regierungsbezirk Kassel）は、ドイツ連邦共和国のヘッセン州を構成する行政管区の一つ。
ヘッセン州は3つの行政管区によって構成されている。そのうち、カッセル行政管区は州北部に位置している。
カッセル行政管区を構成する郡は以下の通り。
1. カッセル郡（Landkreis Kassel）
2. フルダ郡（Landkreis Fulda）
3. シュヴァルム＝エーダー郡（Schwalm-Eder-Kreis）
4. ヘルスフェルト＝ローテンブルク郡（Hersfeld-Rotenburg）
5. ヴェラ＝マイスナー郡（Werra-Meißner-Kreis）
6. ヴァルデック＝フランケンベルク郡（Waldeck-Frankenberg）

カッセル行政管区の郡独立市は以下の通り。
1. カッセル（Kassel）